# 99 женщин
«99 женщин» (нем. Der heiße Tod, англ. 99 Women) — эксплуатационный фильм режиссёра Хесуса Франко, вышедший на экраны в 1969 году; первый фильм Франко в жанре «Women in Prison». Премьера фильма состоялась 14 марта 1969 года. В 1974 году вышло продолжение фильма под названием «Женский квартал».

## Сюжет
На изолированном острове находится женская тюрьма, в которой процветает насилие, садизм и сексуальные оргии. В то же время новая начальница тюрьмы пытается разрушить порядки, установленные здесь её предшественницей и погрязшим в коррупции губернатором.

## В ролях
- Мария Шелл — Леони Кэролл, новая начальница тюрьмы
- Херберт Лом — Губернатор Сантос
- Мерседес Маккэмбридж — Тельма Диас, прежняя начальница тюрьмы
- Лучана Палуцци — Натали Мендоса
- Мария Ром — Мари
- Розальба Нери — Зои
- Элиза Монтес — Хельга
- Валентина Годой — Розали

## Версии фильма
Существует французская версия фильма под названием «Les Brulantes», в которой имеются вставки около десятка порноэпизодов. В качестве актёров в этих эпизодах задействованы совсем другие люди.